# 着重号
著重号（‧）用檢著重標明要求讀者特別注意的字、詞、句的符号；使用时文下打点，直排時則標在字的右側。
在香港，著重號通常只用於教科書或教材，使用方法和中國大陸相同；在台灣教育部審定標點符號中並未被視為標點符號，但民間亦有書刊使用，或可見於個別含有書法或藝術成份的作品；日本刊物也有使用，但使用方法與中文不同。
隨著電腦和網路運用的普及，西方人的程式開發未考慮中式標點，中文用戶自身也沒有開發，傳統著重號在電腦輸入和排版上十分不便，現已較少在一般文書上使用，转而采用西式用法，以粗體或黑體字代替。
中文用戶輸入方法若以 Microsoft Word 為例：
- 簡體中文，可直接設置着重号標於橫排文字之下；
- 繁體中文，可在選取文字後設定強調標記，有黑點和單圈兩種，但僅能標於橫排文字之上；須將文字語言設定為「中文 (中國)」，才可標於橫排文字之下；須注意的是文件內，若同時有附強調標記的繁體漢字和附著重號的簡體漢字，則可能會互相干擾而自動變回標於文字之上，需有足夠間隔（分段空行）以免著重號受干擾，也可輸入於表格或文字方塊以區別內容。繁體中文用戶若需於直排文字之右標示黑點或單圈以外的強調標記，可用注音標示並改成輸入其他符號。

在CSS3，提供了“text-emphasis”属性可以为文字加入着重号，滿足中日韓用字的需求 。

## 中文

### 横排
按中國大陸及香港的標準，标于需要强调的字之下的樣式：
- 使用圖像：

- 使用 CSS：

1. 事業是幹出來的，不是吹出來的。
2. 看來，他彷佛用一千隻眼睛瞧著。

### 直排
按中華人民共和國標準，标于需要强调的字之右的樣式：
- 使用圖像：

- 使用 CSS：

1. 事業是幹出來的，不是吹出來的。
2. 看來，他彷佛用一千隻眼睛瞧著。

## 其他語文

### 日文
按1999年W3C於制定CSS標準時一份由微軟提交的工作草案所示，日语橫書標於字之上：
直書時標於字之右：

ウィキペディア
(Wikipedia) は
フリーな
百科事典です。

### 英文
英文表示強調應用斜體，如：
- 「Please come before 5 p.m.」。

在無法使用斜體場合如打字機或手寫，可加底線或大寫，如：
- 「Please come before 5 p.m.」或「Please come BEFORE 5 p.m.」；但若整篇文章皆使用大寫，相當於一直大聲說話，是十分無禮的行為。